# Зборівський район
Збо́рівський райо́н — колишня адміністративно-територіальна одиниця розташована на північному заході Тернопільській області. Утворений у січні 1940. Площа — 1,1 тис. км². Населення — 41 тис. осіб (2017); з них сільське — 32 тис. Від січня 1963 до 3борівського району прилучено 3аложцівський район (30 сіл) і західну територію колишнього Великоглибочецького району (26 сіл); у січні 1967 до Тернопільського району прилучено 9 населених пунктів Зборівського району.
Ліквідований 19 липня 2020 року.

## Адміністративний поділ
Нині у районі — 90 населених пунктів (найбільше у Тернопільській області), з них:
- м. Зборів,
- смт Залізці
- с. Озерна та інші 87 сіл.

## Транспорт
Залізничні станції 3борів, Озерна, Цебрів, Курівці, Ярчівці.
Через район проліг автошлях Львів-Золочів-Зборів-Озерна-Тернопіль; довжина автомобільних шляхів — 450 км, у тому числі з твердим покриттям 350 км.

## Географія
Місцевість р-ну лежить у межах Тернопільського плато Волинсько-Подільської височини, горбогір'я Вороняків, частин Опілля та Подільських Товтрів.
Поверхня — плоскохвиляста рівнина з абсолютними висотами переважно 350—400 м, найвища відмітка — 424 м на пн.-сх. від с. Беримівці.

### Корисні копалини
Поклади мергелів, вапняку, пісковику, глини, каменю.

### Водойми
Осн. річки:
- Серет (242 км),
- Стрипа (147 км),
- Золота Липа — лівобережні притоки Дністра;

Започатковуються річки Восушка, Довжанка, Лопушанка;
На річках створено 24 ставки та 2 водосховища.

### Ґрунти
Найпоширеніший тип ґрунтів — чорноземи опідзолені й темно-сірі опідзолені (85 % пл.), є також ясно-сірі лісові, чорноземи глибокі малогумусні та ін.

### Рослинність
Ліси займають 11,4 тис. га (ростуть дуб, граб, ясен, береза, липа, тополя, сосна, ялина).

### Клімат
Клімат помірно теплий, вологий; сніг лежить від грудня до березня, опадів випадає понад 650 мм на рік.

## Сільське господарство
Основна галузь господарства — сільське (78,6 % земельного фонду), діють ПАП, фермерські, одноосібні господарства.
Вирощують пшеницю, ячмінь, гречку, цукрові буряки, картоплю та овочі.
Розвинуті м'ясо-молочне скотарство, свинарство, птахівництво, рибництво.

## Промисловість
Найбільші промислові підприємства:
- Фабрика вікон "Галактика комфорту" , с. Озерна, Зборівський р-н.
- Залізцівський спиртозавод,
- СП «Добра вода»,
- українсько-в'єтнамське підприємство «Весна»,
- шкіргалантерейна фабрика,
- з-д продтоварів,
- ПП «Весна»,
- ВАТ «Агропромтехніка» та ін.

## Соціальна сфера
У районі — 67 ЗОШ, гімназія, технікум ТНТУ, 3 музичні школи, 20 Будинків культури, 62 клуби, 75 бібліотек, музей Р. Купчинського.

## Історія
На теренах району відбулося чимало історичних подій, у тому числі Зборівська битва, укладений Зборівський договір, битви часів 1-ї та 2-ї світових воєн. Під час Визвольної війни 1648-54 р. на території району був розташований табір військ Речі Посполитої (командувач Станіслав «Ревера» Потоцький) восени 1654 р. перед її походом на Брацлавщину.
Від кінця 19 ст. до 1939 діяли товариства «Просвіта», «Сокіл», «Січ», «Відродження» (Братство тверезості), «Луг», «Союз українок», «Сільський господар» та ін.
Під час другої світової війни і після неї на Зборівщині діяло збройне підпілля ОУН-УПА. Серед постраждалих від репресій радянської влади:
1. Волошин Василь Андрійович, 1929 р., студент Львівського залізничного училища № 2. Підтримував зв’язок з ОУН. Заарештований 31.03.1946 р. Великоглибочецьким РВ МДБ. Засуджений 27.05.1946 р. ВТ військ МВС у Тернопільській обл.. до 10 р. ВТТ з конфіскацією майна. Звільнений 01.06.1953 р. Реабілітований 31.12.1991 р. Проживає в м. Бурштин Івано-Франківської обл.
2. Гроняк Іванна Петрівна, 1922 р. В її господарстві була криївка. Загинула 23.02.1946 р. Похована в смт Заложці.
3. Догіра Богдан, "Цяпка”, Засуджений до 10 р. ВТТ. Проживає в с. Зимна Вода Львівської обл.
4. Іванців Петро Васильович, 1915. Член ОУН з 1938р. Пропав безвісти.
5. Іванців Стефанія Андріївна, 1928 р., освіта початкова. Зв’язкова ОУН з 1945р. Заготовляла харчі для УПА. Заарештована 03.07.1946 р. Великоглибочецьким РВ МДБ. Засуджена 07.10.1946 р. ВТ військ МВС у Тернопільській обл. до 10 р. ВТТ без конфіскації майна. Звільнена 29.09.1954 р. Реабілітована 16.07.1993 р.
6. Каровський Петро Антонович, "Рубай”, 1920 р., Член ОУН з 1941 р. У 1944 р. пішов у підпілля. Кущовий. 10.04.1945 р. під час облави застрелився і згорів. Похований у Носівцях.
7. Кузьма Василь Ількович, 1887	р., Голова сільради. Підтримував зв’язок з УПА. Заарештований 23.02.1946 р. Великоглибочецьким РВ НКДБ. Засуджений 20.05.1946 р. ВТ військ НКВС у Тернопільській обл. до 10 р. ВТТ з конфіскацією майна. Звільнений 17.10.1955 р. Реабілітований 24.11.1993 р.
8. Кузьма Ганна, Заарештована 23.02.1946 р., за те, що на її обійсті була обладнана криївка. Засуджена. Звільнена у 1956 р.
9. Кузьма Степан Васильович, 1922 р., освіта 3 класи. Член ОУН. Заарештований 07.03.1946 р. Великоглибочецьким РВ НКВС. Засуджений 21.05.1946 р. ВТ військ МВС у Тернопільській обл. до 10 р. ВТТ і 5 р. позбавлення прав з конфіскацією майна. Звільнений 16.06.1955 р. Реабілітований 20.12.1991 р.
10. Легута Павло Миколайович, 1927 р., освіта 3 кл. Член ОУН. З 1944 р. - у підпіллі, бойовик СБ. Заарештований 25.07.1945 р. Великоглибочецьким PB НКВС. Засуджений 20.08.1945 р. ВТ військ НКВС у Тернопільській обл. до 20 р. каторжних робіт з конфіскацією майна. Звільнений 28.09.1955 р. Реабілітований 17.06.1994 р.
11. Маньків (Манько) Парасковія Михайлівна, 1909 р., Зв’язкова ОУН. Заарештована 24.02.1946р., Великоглибочецьким РВ МДБ. Засуджена 22.05.1946 р., ВТ військ МВС у Тернопільській обл. до 10 р. ВТТ і 5 р. Позбавлення прав з конфіскацією майна. Звільнена 15.03.1955 р. Реабілітована 08.02.1993р.
12. Мельний Анастасія. Загинула 25.02.1946 р. від рук енкаведистів.
13. Мельник Петро Васильович, 1923 р. Член ОУН з 1941 р. Загинув 27.06.1941 р. у Воробіївському лісі. Похований в Носівцях.
14. Михальчишин Іван Лукич, 1920 р., освіта 3 кл. Підтримував зв’язок з УПА. Заарештований 05.03.1946 р. Великоглибочецьким РВ НКДБ. Засуджений 22.05.1946 р. ВТ військ МВС у Тернопільській обл. до 10 р. ВТТ і 5 р. позбавлення прав з конфіскацією майна. Звільнений 30.02.1956 р. Реабілітований 09.02.1993 р.
15. Михальчишин Лука. У його садибі була криївка. Заарештований 23.02.1946 р., повернувся тяжко хворим і помер.
16. Переймибіда (ім’я невідоме]. В її садибі була криївка "Сіроманців’’.
17. Петришин Степан Іванович, 1914 р. Член ОУН. У квітні 1944 р. Мобілізований на фронт, заарештував "Смерш". Помер у тюрмі в 1944 р.
18. Півторак Ганна, "Ганька”. Зв'язкова сотні "Рубачі" та "Байди”. Померла 1999р. в м.Тернопіль.
19. Поліщук Василь Павлович, 1883	р., освіта 4 кл. Заарештований 05.02.1945 р. Великоглибочецьким РВ НКВС. Звільнений 09.07.1945 р., бо не було підстав для притягнення до кримінальної відповідальності.
20. Поліщук Василь Степанович, 1918 р., м. Нью-Йорк [СІЛА], проживав у с.Носівці. Військовослужбовець. Заарештований 22.09.1943 р. Засуджений 13.04.1944 р Новосибірським обласним судом до 8 р. ВТТ і 5 р. позбавлення прав. Звільнений 17.07.1951р. Реабілітований 12.05.1992 р. Помер.
21. Поліщук Марія Андріївна, 1925 р., освіта 4 кл. Заарештована 05.02.1945 р. Великоглибочецьким РВ НКВС. Звільнена 09.07.1945 р., бо не було підстав для притягнення до кримінальної відповідальності.
22. Поліщук Микола Іванович, "Скала”, 1903 р., освіта 2 кл. Вояк УПА з березня 1945 р. Заарештований 05.04.1946 р.мВеликоглибочецьким РВ НКДБ. Засуджений 21.05.1946 р. ВТ військ МВС у тернопільській обл. до 10 р. ВТТ і 5 р. позбавлення прав :t конфіскацією майна. Звільнений 20.04.1955 р. Реабілітований 11.05.199 р. Помер.
23. Поліщук Степан Васильович. Заарештований у 1941 р. Засуджений до 10 р. ВТТ. Звільнений у 1956 р. Помер 1996 р. в Носівцях.
24. Романюк Ольга Іванівна, 1923 р., освіта 4 кл. Симпатик ОУН, УПА. Заарештована 14.03.1945р. Великоглибочецьким PB НКВС. Засуджена 26.11.1945 р. ВТ військ МВС у Тернопільській обл. до 5 р. ВТТ з конфіскацією майна. Померла 19.08.1947 р. Реабілітована 26.04.1993 р.
25. Семків Марія Дмитрівна, 1909 р., освіта 2 кл. Підтримувала зв’язок з ОУН. Заарештована 03.09.1948 р. слідчим УМДБ у Тернопільській обл. Засуджена 29.09.1948 р. ВТ військ МВС у Тернопільській обл. до 25 р. ВТТ з конфіскацією майна. Звільнена 15.07.1955 р. Реабілітована 29.10.1993 р. Померла.
26. Собчак Іван Павлович, 1929 р, освіта 5 кл. Підтримував зв’язок з УПА. Заарештований 06.08.1948 р. слідчим відділом УМДБ у Тернопільській обл. Засуджений 06.09.1948 р. ВТ військ МВС у Тернопільській обл. до 25 р. ВТТ і 5 р. позбавлення прав з конфіскацією майна. Звільнений 15.05.1956 р. Реабілітований 24.01.1992 р.
27. Собчак Марія Григорівна, 1920 р. Підтримувала зв’язок з ОУН. Заарештована у березні 1945 р. органами НКДБ. Звільнена в грудні 1945 р., бо не було підстав для арешту.
28. Сович Ганна, 1932 р. Виселена у 1950 р.
29. Сович Гнат Юрійович, 1926 р. Вояк УПА з 1944 р. Загинув 10.04.1945 р. під час облави [підірвався гранатою].
30. Сович Катерина. 1904 р. Виселена в 1950 р.
31. Сович Петро, 1936 р. Виселений у 1950 р.
32. Стефанів Ганна Степанівна, 1921 р., освіта 2 кл. Симпатик УПА. Заарештована 01.03.1946 р. Великоглибочецьким РВ НКДБ. Засуджена 21.05.1946 р. ВТ військ МВС у Тернопільській обл. до 10 р. ВТТ з конфіскацією майна. Звільнена 23.10.1954 р. Реабілітована 07.04.1992 р.
33. Стронг Іван, 1906 р. Член ОУН з 1938 р. У квітні 1944 р. мобілізований на фронт. Заарештований. Помер у Сибіру.
34. Стронг Іванна. Виселена у 1950 р.
35. Стронг Марія Іванівна. Виселена у 1950 р.
36. Стронг Оксана Іванівна. Виселена у 1950 р.
37. Телєга Стефанія Іванівна, 1928 р., освіта 3 кл. Симпатин ОУН. Заарештована 01.03.1946 р. Великоглибочецьким PB НКВС. Засуджена 18.05.1946 р. ВТ військ МВС у Тернопільській обл. до 10 р. ВТТ і 5 р. позбавлення прав з конфіскацією майна. Звільнена 26.04.1953 р. Реабілітована 08.02.1992 р. Проживала в с. Бурканів Теребовлянського р-ну.
38. Тимочко Василь Герасимович, 1911	р., освіта 1 кл. Підтримував зв’язок з ОУН. На його подвір'ї була криївка. Заарештований 05.03.1946 р. Великоглибочецьким РВ НКДБ. Засуджений 22.05.1946 р. ВТ військ МВС у Тернопільській обл. до 10 р. ВТТ з конфіскацією майна. Загинув у тюрмі. Реабілітований 04.02.1993 р.
39. Тимочко Володимир Васильович. Син Василя Герасимовича. Виселений. Повернувся. Помер.
40. Тимочко Марія. Дружина Василя. Виселена. Там і померла.
41. Трач Михайло Степанович, 1915. Член ОУН з 1938 р. У квітні 1944 р. мобілізували до ЧА. Повернувся. Помер 1994 р.
42. Хома Ганна Іванівна. Виселена у 1950 р.
43. Хома Іван Андрійович, "Гонта", 1926 р. Член юнацтва ОУН з 1942 р. З 1944 р. у підпіллі. Бойовик при кущі. Загинув 10.04.1945 р. під час облави.
44. Хома Марія. Мати Івана. Виселена у 1950 р. Повернулася. Померла.
45. Хома Михайло Андрійович, 1930 р. Виселений у 1950 р. Повернувся. Проживав в с. Свірж Перемишлянського р-ну Львівської обл.
46. Хома Михайло Антонович. Заарештований 06.09.1946 р. Засуджений до 25 р. ВТТ і 5 р. позбавлення прав. Доля невідома.
47. Хома Юлія Андріївна. Виселена у 1950 р. Повернулася в с. Свірж Перемишлянського р-ну Львівської обл.
48. Човган Павло Васильович, "Довбуш", 1926 р. 1942 р. вступив у ряди юнацтва ОУН. З 1944 р. - у підпіллі, бойовик при кущі. Загинув 10.04.1945 р. під час облави в Носівцях.
49. Шурхай Марія. Загинула 25.03.1946 р. (застрелили енкаведисти у власній хаті, коли через вікно подавала воду повстанцям).
50. Ярема Ганна Степанівна, 1921 р. Заарештована 1945 р. Звільнена 1955 р. Померла у Носівцях.
51. Ярема Михайло Павлович, 1914 р. Заарештований у 1945 р. Засуджений. Звільнений у 1955 р. Повернувся в с. Носівці, де й помер 1997 р.

25 травня 2014 року відбулися Президентські вибори України. У межах Зборівського району була створена 91 виборча дільниця. Явка на виборах складала — 82,04 % (проголосували 27 815 із 33 904 виборців). Найбільшу кількість голосів отримав Петро Порошенко — 60,53 % (16 836 виборців); Юлія Тимошенко — 15,94 % (4 434 виборців), Олег Ляшко — 10,21 % (2 841 виборців), Анатолій Гриценко — 7,32 % (2 037 виборців). Решта кандидатів набрали меншу кількість голосів. Кількість недійсних або зіпсованих бюлетенів — 0,48 %.

## Пам'ятки

### Архітектурні
Збереглися пам'ятки історії, архітектури, зокрема:
- замочок у с. Жабиня (1636; нині церква Воскресіння Господнього),
- руїни замків в смт Залізці, с. Оліїв,
- старі дерев'яні церкви у Бзовиці, Годові, Данилівцях, Підгайчиках,
- пам'ятники, «фігури», меморіальні комплекси у тому числі чехословацьким легіонерам у с. Калинівка (1927, реставр. 1997).

### Список дерев'яних церков (список не повний!)
| Назва села   | Патрон церкви                                | рік побудови                        |
| ------------ | -------------------------------------------- | ----------------------------------- |
| Беримівці    | Святого Євстахія                             | 1924                                |
| Бзовиця      | Успіння Пресвятої Богородиці                 | 1701                                |
| Годів        | Святого Архістратига Михаїла                 | 1928                                |
| Данилівці    | Архістратига Михаїла                         | 1715                                |
| Йосипівка    | Пресвятої Богородиці                         | 1936                                |
| Калинівка    | Святої Покрови                               | 1927                                |
| Кальне       | Воскресіння Христового                       | 1811                                |
| Кокутківці   | Івана Хрестителя                             | 1883                                |
| Красна       | Святих Косми і Дем'яна                       | 1841                                |
| Носівці      | Воздвиження Чесного Хреста                   | 1736                                |
| Нетерпинці   | Воскресіння Христового                       | 1877                                |
| Оліїв        | Святого Іллі                                 | XVII століття                       |
| Перепельники | Святих Косми і Дем'яна                       | 1854, перебудовано 1885             |
| Підгайчики   | Святого Миколая                              | 1737, перенесена з і с. Тустоголови |
| Плісняни     | Перенесення мощей святого Миколая Чудотворця | 1910                                |
| Присівці     | Святого Різдва Христового                    | XIX століття                        |
| Розгадів     | Святої Параскевії                            | 1696, перебудована 1911             |
| Серетець     | Різдва Пресвятої Богородиці                  | 1750                                |
| Славна       | Святої Покрови                               | 1790                                |
| Цебрів       | Покрови Пресвятої Богородиці                 | 1892, привезена із Закарпаття       |
| Чистопади    | Святого Миколая                              | 1701                                |

### Природні
Пам'ятки природи:
- Серетський гідрологічний заказник
- Мильно-Бліхівський зоологічний заказник
- Залізецьке джерело.

## Археологічні знахідки
На даний час на території району відомо 149 археологічних пам'яток. Серед них — 9 городищ (6 давньоруських, залишки міських укріплень Зборова та Озерної XVII століття, 1 недатоване), 129 поселень та стоянок (в тому числі — 35 багатошарових, тобто тих, які налічують дві і більше культури), 11 поховальних пам'яток (2 могильники, 4 курганні могильники, 4 окремі кургани та одне окреме поховання). Різні епохи представлені нерівномірно.
Середній палеоліт (150-35 тис. років тому). На території Зборівського району на сьогодні відомо 6 стоянок середнього палеоліту — 2 поблизу с. Глядки та 1 — Іванківці та 3 -Малашівці.
Пізній палеоліт (35-11 тис. років тому). У наш час[коли?] на Зборівщині відомо 24 пам'ятки цього періоду. Майже всі вони виявлені на берегах р. Серет.
Мезоліт (кінець ІХ-VI тис. до н. е.). На сьогодні на території Зборівського району відомо 4 мезолітичні стоянки — Глядки ІІ, Ренів І, Мильно XIV та Бліх ІІ.
Енеоліт. В цю епоху, коли основу економіки становило мотичне землеробство, очевидно важкі зборівські ґрунти виявились не під силу тодішній протоцивілізації — трипільській культурі (IV — кінець Ш тис. до н. е.). Попри те, що її поселення добре фіксуються наявністю глиняних площадок жител та яскраво вираженим керамічним комплексом, на Зборівщині в її східній частині відомо лише дві пам'ятки трипільської культури — одна поблизу с. Цебрів та одна поблизу с. Іванківці.
Бронзова доба (кінець ІІІ — кінець ІІ тис. до н. е.).Середній та пізній етап бронзової доби представлений лише 3-а поселеннями комарівської культури (Загір'я ІІ, Мильно V та Мильно XIV, Мильно XV) та 1 поселенням культури Ноа (Мильно ІХ). Чотири пам'ятки, що розташовані на території с. Мильно, відкриті В. Ільчишиним, М. Горішнім та М. Бігусом в 2006 році. Крім згаданих пам'яток є ще 5 поселень, які дослідники, що їх відкрили, відносять до бронзової доби, але точної культурної приналежності не вказують.
Рання залізна доба (ХІ ст. до н. е. — IV ст. н. е.).
Передскіфський період.Тут в наш час[коли?] відомо 4 поселення голіградської культури (Гарбузів І, Озерна І, Мильно І та VII) та 11 поселень висоцької культури (Бліх І, ІІ, Мильно І, II, V, VI, VIII, XII—XIV, XVIII). Територія нашого району також стала контактною зоною обох груп скіфського часу.
Скіфський період. Виявлені на сьогодні пам'ятки західноподільської групи (4 поселення в околицях сіл Манаїва та Гарбузова) знаходяться у верхів'ях р. Правий Серет, а 5 відомих поселення, які можна віднести до черепинсько-лагодівської групи, виявлені поблизу сіл Перепельники, Озерна, Загір'я, Мильно.
Латенський період. На Зборівщині на сьогодні відомо 4 пам'ятки пшеворської культури — три поселення поблизу с. Мильно та відоме ще з 1920-х років поховання пшеворського воїна, виявлене біля с. Перепельники. Тут була знайдена залізна зброя, зокрема шолом та зігнутий меч (одним із обрядів «пшеворців» було класти в могилу погнуті мечі).
Римський період. Під сильним впливом Римської імперії в кінці ІІ століття н. е. на території України починає формуватися поліетнічна черняхівська культура, яка проіснувала аж до початку V століття. У її творенні брали участь і слов'янські племена, і сармати, але каталізатором стали готи, які в ІІІ столітті прийшли на територію України з південного узбережжя Балтійського моря та створили протодержавне утворення. 22 поселення цієї культури виявлено по всій території району.
Раннє середньовіччя. Дану епоху можна умовно поділити на слов'янський та давньоруський періоди.
Слов'янські пам'ятки на Тернопільщині представлені двома культурами, які послідовно змінюють одна одну — празькою (V—VII ст.) культурою та культурою Лука-Райковецька (кінець VII—IX ст.). Проте цей період нашої історії на Зборівщині в наш час[коли?] вивчений дуже погано. Пам'яток празької культури (її залишили склавини), на жаль, на території Зборівського району поки що не виявлено. Культура Лука-Райковецька представлена 3-ма пам'ятками — Малашівці ІІІ, Мильно І, Гарбузів І.
Однією з найкраще представлених археологічних культур на території нашого району є давньоруська культура. Сюди належать пам'ятки, що датуються періодом існування Київської Русі. На сьогодні на Зборівщині відомо 76 давньоруських пам'яток — 6 городищ, 67 поселень, 3 могильники. Вони виявлені практично по всій території нашого району, що свідчить про доволі густе заселення нашого краю за княжих часів.
В окрему групу слід виділити археологічні пам'ятки козацької доби. В першу чергу слід згадати місце Зборівської битви та залишки укріплень польського табору. Безпосереднім свідком цих подій є і залишки міських укріплень XVII століття.
Подібні залишки земляних укріплень збереглись і в с. Озерна поблизу дільничої лікарні. Тут замок має чотирикутну форму, оточений з напільного боку ровом.
Також на Зборівщині є і один кам'яний замок — Залозецький. Він збудований на початку XVI столітті подільським воєводою Мартином Камінецьким. Замок відомий тим, що належав на початку XVII століття сандомирському воєводі Юрію Мнішеку, зять якого Дмитро Самозванець перебував тут в 1603 році перед своїм походом на Москву.
Література: Зборівщина: історія та сьогодення: Історико-краєзнавчий нарис/ укл. М. Б. Бігус. — Тернопіль: Воля, 2008. — 480.

## Населення
Розподіл населення за віком та статтю (2001)
| Стать | Всього | До 15 років | 15-24 | 25-44 | 45-64 | 65-85 | Понад 85 |
| --- | ------ | ----------- | ----- | ----- | ----- | ----- | -------- |
| Чоловіки | 21 831 | 4725        | 3015  | 6400  | 4338  | 3219  | 134      |
| Жінки | 25 200 | 4521        | 2804  | 6013  | 5191  | 6159  | 512      |
| \| Статево-вікова піраміда \| Статево-вікова піраміда \| Статево-вікова піраміда \| \| ----------------------- \| ----------------------- \| ----------------------- \| \| Чоловіки \| Вік \| Жінки \| \| 134 \| 85 + \| 512 \| \| 232 \| 80-84 \| 667 \| \| 631 \| 75-79 \| 1570 \| \| 1094 \| 70-74 \| 1967 \| \| 1262 \| 65-69 \| 1955 \| \| 1162 \| 60-64 \| 1723 \| \| 792 \| 55-59 \| 1076 \| \| 1112 \| 50-54 \| 1176 \| \| 1272 \| 45-49 \| 1216 \| \| 1723 \| 40-44 \| 1626 \| \| 1658 \| 35-39 \| 1520 \| \| 1524 \| 30-34 \| 1374 \| \| 1495 \| 25-29 \| 1493 \| \| 1495 \| 20-24 \| 1330 \| \| 1520 \| 15-20 \| 1474 \| \| 1846 \| 10-14 \| 1782 \| \| 1595 \| 5-9 \| 1514 \| \| 1284 \| 0-4 \| 1225 \| |        |             |       |       |       |       |          |
| Статево-вікова піраміда |        |             |       |       |       |       |          |
| Чоловіки | Вік    | Жінки       |       |       |       |       |          |
| 134 | 85 +   | 512         |       |       |       |       |          |
| 232 | 80-84  | 667         |       |       |       |       |          |
| 631 | 75-79  | 1570        |       |       |       |       |          |
| 1094 | 70-74  | 1967        |       |       |       |       |          |
| 1262 | 65-69  | 1955        |       |       |       |       |          |
| 1162 | 60-64  | 1723        |       |       |       |       |          |
| 792 | 55-59  | 1076        |       |       |       |       |          |
| 1112 | 50-54  | 1176        |       |       |       |       |          |
| 1272 | 45-49  | 1216        |       |       |       |       |          |
| 1723 | 40-44  | 1626        |       |       |       |       |          |
| 1658 | 35-39  | 1520        |       |       |       |       |          |
| 1524 | 30-34  | 1374        |       |       |       |       |          |
| 1495 | 25-29  | 1493        |       |       |       |       |          |
| 1495 | 20-24  | 1330        |       |       |       |       |          |
| 1520 | 15-20  | 1474        |       |       |       |       |          |
| 1846 | 10-14  | 1782        |       |       |       |       |          |
| 1595 | 5-9    | 1514        |       |       |       |       |          |
| 1284 | 0-4    | 1225        |       |       |       |       |          |

## Видатні люди

### Народилися
- письменники: Богдан Будник, Євген Дудар, Роман Завадович, Я. Косовський, Л. Лисак-Тивонюк;
- письменник і композитор Роман Купчинський;
- поет, художник, виконавець пісень Олег Герман;
- вчений, письменник і громадський діяч Богдан Андрушків;
- науковці Ярослав Барвінський, С. Галамай, С. Годований, В. Домбровський, Володимир Здоровега, Г. Маланчук, Л. Січкоріз, О. Шаблій;
- літератори Р. Метельський, Роман Пінь;
- актори, режисери М. Бенцаль, Я. Бортник, С. Шагайда;
- архітектор Р. Павлишин,
- художники Е. Дучинський, Я. Музика, С. Нечай;
- музикознавці В. Лотоцький, Б. Лукасевич, Г. Сторожук;
- краєзнавці, фольклористи Петро Медведик, Г. Чернігівський,
- діячі ОУН та УПА Омелян Польовий, В. Якубовський, В. Дяків, В. Мельник, С. Андрушків, професор — М. Петрига, Я. Скоробогатий

### Перебували, працювали
- священик і письменник о. Осип Барвінський,
- громадський діяч Іван Ґабрусевич,
- композитор, скрипаль Кароль Ліпінський,
- фольклорист, перекладач О. Роздольський,
- живописець, письменник Корнило Устиянович,
- французький мандрівник П'єр Шевальє та ін.;
- Данило Апостол — в серпні 1705 як полковник Миргородського полку війська Івана Мазепи перебував під час походу на Варшаву[7].

Працює письменник Г. Баран.

## Виноски
1. ↑  Постанова Верховної Ради України від 17 липня 2020 року № 807-IX «Про утворення та ліквідацію районів»
2. ↑  M.Nagielski. Potocki Piotr h. Pilawa (zm. 1657) / Polski Słownik Biograficzny.— Wrocław — Warszawa — Kraków — Gdańsk — Łódź, 1984.— t. XXVIII/1, zeszyt 116.— 178 s. (пол.) S. 122
3. ↑  Гоч П. В.// Реабілітовані історією. Тернопільська область. Книга 2
4. ↑  Інтернет-проект «Національний банк даних жертв політичних репресій радянської доби в Україні [Архівовано 25 березня 2021 у Wayback Machine.]»
5. ↑  ПроКом, ТОВ НВП. Центральна виборча комісія - ІАС "Вибори Президента України". www.cvk.gov.ua. Архів оригіналу за 27 лютого 2018. Процитовано 16 лютого 2016.
6. ↑  Розподіл населення за статтю та віком, середній вік населення, Тернопільська область (осіб) - Регіон, 5 річні вікові групи, Рік, Категорія населення , Стать [Населення за статтю та віком…2001] (укр.). Державна служба статистики України. Архів оригіналу за 28 червня 2021.
7. ↑  В. Ханас. Апостол Данило // Тернопільський енциклопедичний словник : у 4 т. / редкол.: Г. Яворський та ін. — Тернопіль : Видавничо-поліграфічний комбінат «Збруч», 2004. — Т. 1 : А — Й. — 696 с. — ISBN 966-528-197-6.